# Connor Lade
Connor Lade (Livingston, 16 november 1989) is een Amerikaans betaald voetballer die in 2012 een contract tekende bij New York Red Bulls uit de Major League Soccer.

## Clubcarrière
Lade tekende op 5 december 2011 een 'Home Grown' contract bij New York Red Bulls. Hij maakte z'n debuut op 14 april 2012 in een 2-2 gelijkspel tegen San Jose Earthquakes. Op 29 mei 2012 scoorde hij z'n eerste goal in een 3-0 winst op Charleston Battery in de derde ronde van de U.S. Open Cup. Op 28 juli 2014 werd hij verhuurd aan de New York Cosmos.

## Interlandcarrière
Lade werd voor het eerst opgeroepen voor het Amerikaanse nationale team in januari 2013 ter voorbereiding op een vriendschappelijke wedstrijd tegen Canada. Z'n debuut maakte hij echter nog niet.
2 Gjengaar ·
3 Eile ·
4 Reyes ·
5 Stroud ·
7 Burke ·
9 Morgan ·
10 Forsberg ·
11 Manoel ·
12 D. Nealis ·
13 Vanzeir ·
15 S. Nealis ·
16 Hall ·
17 Harper ·
18 Meara ·
19 Carmona ·
20 Carballo ·
21 Stokes ·
22 Ngoma Jr. ·
23 O'Connor ·
24 Ofori ·
27 Alexandre ·
31 Coronel ·
33 Mitchell ·
37 Sofo ·
47 Tolkin ·
48 Donkor ·
75 Edelman ·
Coach: Schwarz